# Gwiazdy stałe

Obracającą się Ziemię otacza sfera niebieska, na której znajdują się gwiazdy stałe

Gwiazdy stałe (łac. stellae fixae) – historyczna nazwa obiektów niebieskich, które dla ziemskiego obserwatora, nie wyposażonego w przyrządy astronomiczne, nie zmieniają swego położenia względem siebie, tworząc m.in. gwiazdozbiory (konstelacje) na sferze niebieskiej.
Pojęcie to było używane w starożytności i średniowieczu w celu odróżnienia tych obiektów od innych ciał, jakie poruszają się po nieboskłonie: Słońca, Księżyca, planet, komet i meteorów. W tych czasach powszechnie uważano, że gwiazdy stałe umieszczone są na najdalszej ze sfer niebieskich. Poza tą sferą może istnieć jedynie czynnik wprawiający w ruch wszystkie sfery.
Koncepcja sfery gwiazd stałych była podważana przez niektórych zwolenników teorii Kopernika (np. Giordano Bruno), choć sam Kopernik jej nie odrzucał. Skutkiem założenia, że Ziemia porusza się wokół Słońca musiało być jednak znaczne zwiększenie odległości od gwiazd stałych, czyli powiększenie całego modelu Wszechświata. W przeciwnym razie byłby on niezgodny z obserwacjami, jako że zbyt bliskie gwiazdy stałe musiałyby pozornie zmieniać swoje pozycje z powodu paralaksy.
W 1718 roku Edmond Halley odkrył ruchy własne gwiazd. Ponadto w 1839 roku po raz pierwszy poprawnie zmierzono paralaksy gwiazd, co dodatkowo i ostatecznie doprowadziło do uznania pojęcia gwiazd stałych za pojęcie jedynie z historii astronomii.